# Ana La Salvia
Ana Georgina La Salvia (Caracas; Venezuela, 5 de diciembre de 1975) es una actriz, conductora y conferencista de televisión de origen venezolano.
Ha participado en varias producciones de la cadena de televisión mexicana TV Azteca desde el año 1999, sin embargo en el año 2017 se integra a las filas de Televisa, donde obtiene su primer rol en la telenovela Papá a toda madre.
En 2020 reaparece en televisión en el programa Venga la alegría.

## Filmografía

### Programas de TV
- La Isla, el reality (Temporada 5, La revancha) (2016) - Concursante, 7.ª eliminada (15.º lugar)
- La Isla, el reality (Temporada 4) (2015) - Concursante, 12.ª eliminada (7.º lugar)[4]
- Hola México (2012) - Conductora
- Venga la alegría (2006, 2009-2011) - Conductora[5]
- Cada mañana (2000-2001) - Conductora
- Insomnia (1999-2002) - Conductora[2]

### Telenovelas
- Y mañana será otro día (2018) - Almudena Cervantes
- Papá a toda madre (2017-2018) - Dulce Goyeneche Castilla de Turrubiates[6]
- Siempre tuya Acapulco (2014) - Verónica Casiano
- Destino (2013) - Andrea Urdaneta Ramos
- Dos chicos de cuidado en la ciudad (2003) - Julia
- Por ti (2002) - Diana
- Como en el cine (2001-2002) - Zafiro
- El amor no es como lo pintan (2000-2001) - Lena
- La vida en el espejo (1999-2000) - Laura
- Besos prohibidos (1999)

### Unitarios
- Lo que callamos las mujeres «Amargo despertar» (2002), «De mi propia sangre» (2012), «Errores del corazón», «El intruso» y «Atención al cliente» (2014) - Varios personajes

## Teatro
- A oscuras me da risa (2003-2004)
- El tenorio cómico (2004-2005), (2016-2017)
- La casa de Bernarda Alba (2014-2015)
- Basta de enredos (2015)
- Divinas (2018-2019)

## Vida privada
Estuvo casada con Carlos Flores, de quien se divorció en 2009 por maltrato familiar.
En 2019 se casa con el empresario canadiense James Mckenzie.